# Vášeň

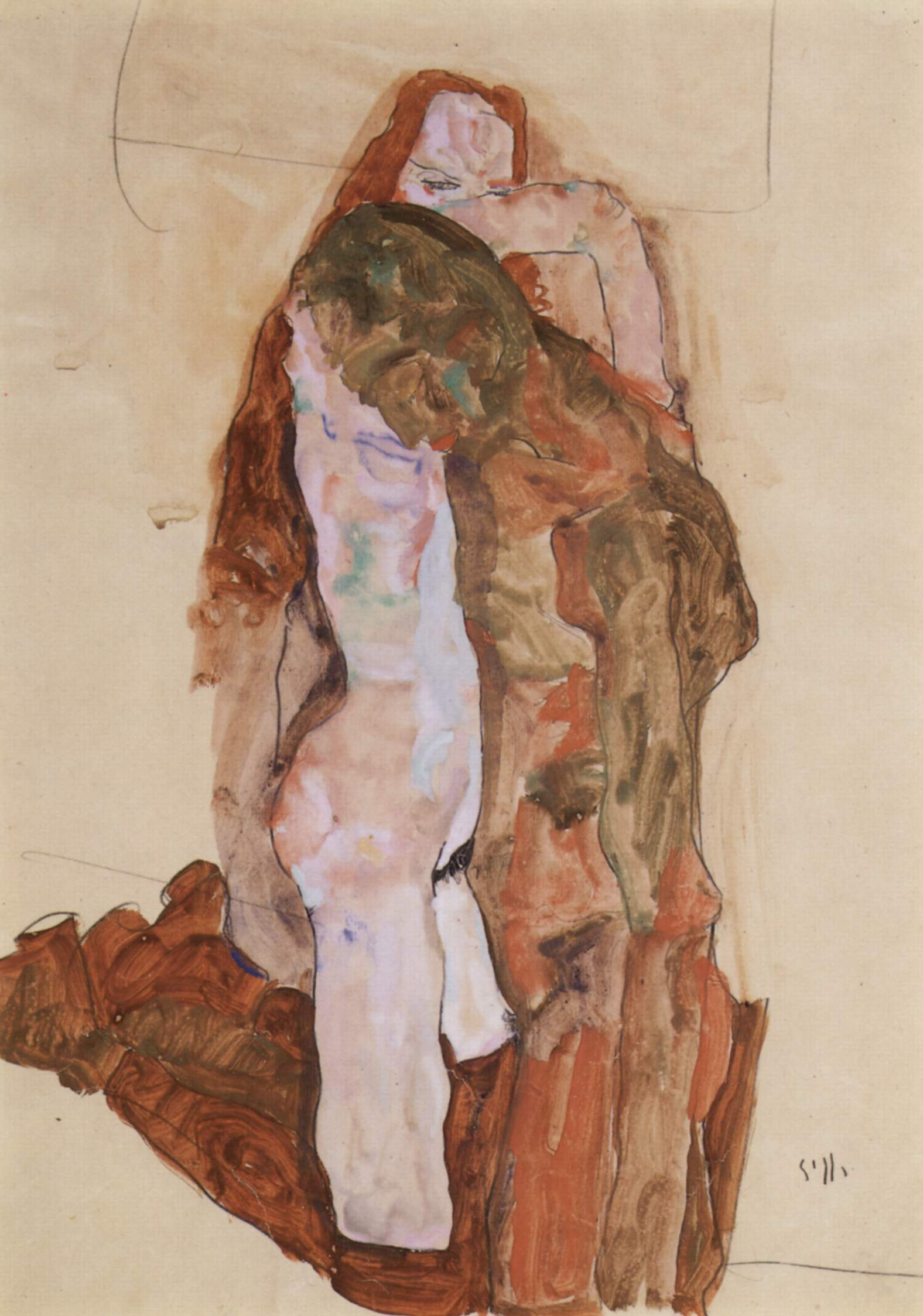
Egon Schiele: Muž a žena (1911)

Vášeň je stupeň emoce (intenzivní, dlouhodobá emoce). Obvykle se tím míní přilnutí k předmětu vášně (člověku, myšlence, věci, popřípadě hodnotě), který velice výrazně ovlivňuje myšlení a jednání jedince. Je zdrojem energie, vytrvalosti a vůle.